# 嬰兒奶瓶

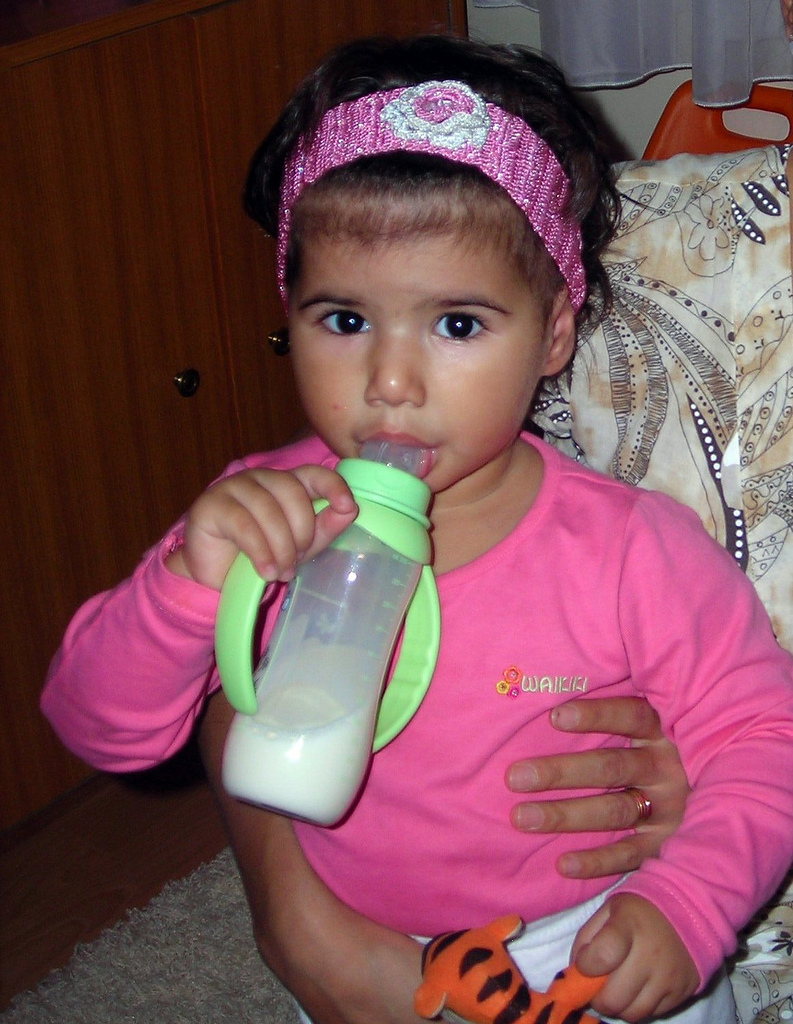
一個用奶瓶喝奶的女孩

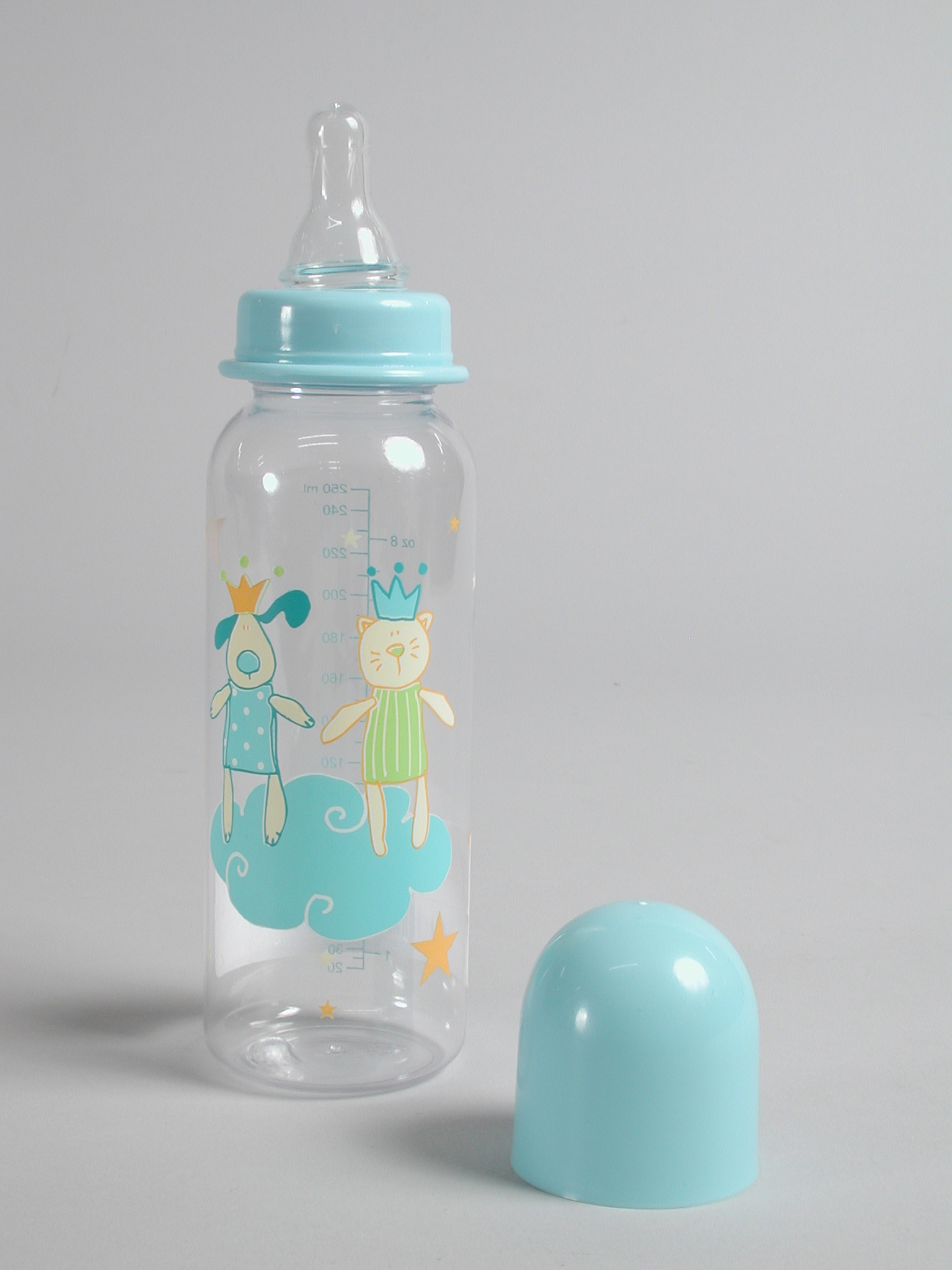
嬰兒奶瓶

嬰兒奶瓶（baby bottle），又叫奶樽，是上方有奶嘴的瓶子，可以透過吸吮奶嘴飲用裡面的液體物。一般是給嬰幼兒使用，或是給無法用杯子喝水的小孩使用，也可以用奶瓶餵其他的哺乳动物。
嬰兒奶瓶最常用的材料是硬塑膠，優點是透明、質量輕、不易破裂，其缺點是可能會釋放化學物質。奶瓶用的塑膠又可以細分為聚碳酸酯（PC）、聚丙烯（PP）、聚醚碸（PES）和聚亞苯基碸（PPSU）塑膠。一般比較建議使用玻璃奶瓶，容易清潔、比較不會有配方奶的殘留物，而且不會釋放化學物質。目前已發展出混合奶瓶，外層使用塑膠，內層使用玻璃。其他會用作嬰兒奶瓶的材料包括有不鏽鋼及矽氧樹脂。
嬰兒奶瓶常用來餵配方奶粉所沖泡的牛奶、母乳（由擠乳器蒐集）、口服電解質溶液。2020年的回顧報告指出，健康足齡的嬰兒，用母乳餵養或是用奶瓶餵養，「會進行類似的舌頭以及下頜運動，可以產生吸力，並且用壓縮乳頭或奶嘴的方式來得到奶水，其血氧饱和度以及SSB模式的差異不大」。生病或是早產的嬰兒無法用母乳或奶瓶餵養，需要特殊的護理
奶瓶及奶嘴的設計特性會影響嬰兒的吃奶。在吃奶時嬰兒和照顧者的互動也會影響。嬰兒奶瓶需要妥善的清潔以及消毒，以避免細菌感染及疾病，尤甚是在水質及衛生條件不佳的地區。

## 設計考量

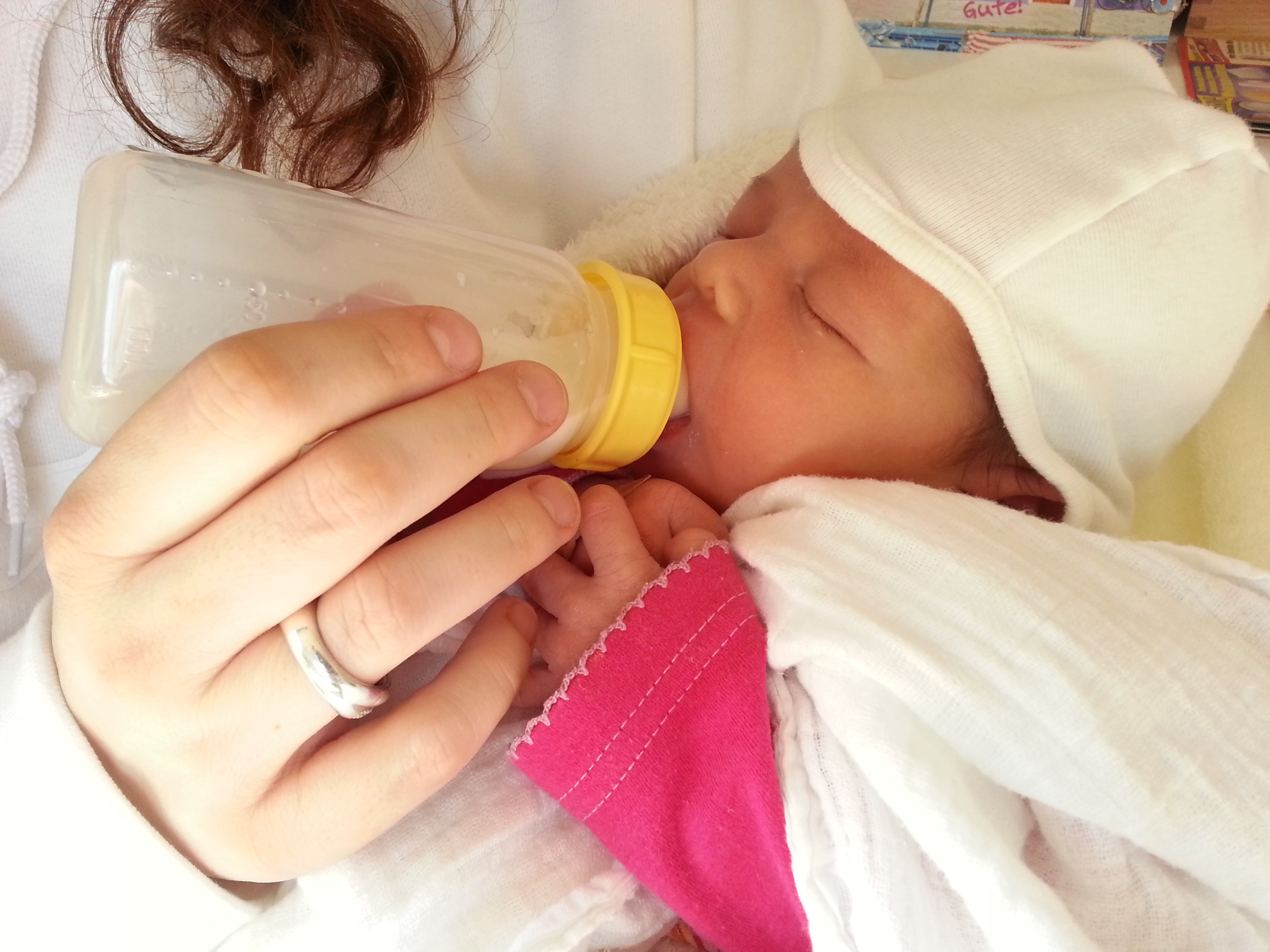
新生兒由奶瓶喝奶

嬰兒奶瓶一般會包括四個部份：奶瓶本體、奶嘴、奶嘴環以及蓋子。奶嘴（teat或是nipple）是嬰兒奶瓶中可以取下的部份，最前方有小孔，嬰兒可以吸吮奶嘴，從小孔喝到奶瓶裡的奶水。奶嘴環（collar）是將奶嘴固定在奶瓶本體的零件，一般會透過螺紋固定在奶瓶的頸部，形成密封。大部份的奶瓶會有蓋子，蓋在奶嘴外面，保持其乾淨，也避免奶水從奶嘴小孔中溢出。
有些奶瓶會有一次性的內膽。
嬰兒奶瓶的設計考量會以安全、舒適為主。
安全的嬰兒奶瓶不容易破裂，不能很容易的分解成較小或可能有害的部份，不能用有安全疑慮的材料製作，也要可以清潔，以避免細菌污染以及傳播疾病。
嬰兒奶瓶也要讓照顧者以及嬰兒可以舒適使用。重量較輕，好拿的嬰兒奶瓶是照顧者以及嬰兒都需要的。嬰兒奶瓶有許多不同的外型。其奶瓶及奶嘴的設計常會模仿女性的乳房。設計者會想模仿母乳餵養時的母乳流速，讓嬰兒有足夠的奶水供應，但同時又不能讓嬰兒喝到過多的奶水。

### 材質
長久以來，已使用了許多不同的材料來製作奶瓶。目前最常用的材質是玻璃以及某種塑膠。也用使用食品級不鏽鋼及矽氧樹脂的。每一種材質都有其優點及缺點。奶嘴的標準材料是乳膠橡膠或矽膠。
許多國家針對食品容器允許使用的材質有立法規定。理想上，容器的材質盡量會選擇不會和其內容物反應的材質。沒有哪一種材質是完全惰性，不會和任何物質反應的，不過玻璃和不鏽鋼是相對中性的材質，較穩定，不會和食物有化學反應。玻璃的缺點是重量較重，而且很容易破裂。
塑膠比較輕，而且不容易破裂。廠商很容易可以將塑膠製成不同的形狀。已經開發了許多種類的塑膠，其中有些塑膠還不確定會和哪些物質反應。目前已知有些塑膠會和母乳和配方奶反應，會釋出像是雙酚A（BPA）之類的化學物質到所盛裝的食物中。此外，塑膠在加熱（例如用微波爐加熱，或是煮沸消毒時）或是冷卻時也容易分解出其他物質。
在2011年之前，聚碳酸酯塑膠常常用來製作嬰兒奶瓶，目前還是有些國家會使用這種奶瓶。聚碳酸酯中含有雙酚A。自2008年起，已超過40個國家因為安全考量，禁止將含有雙酚A的塑膠用來製造奶瓶。用聚碳酸酯的容器會標示「#7 PC」。
雙酚S（BPS）和雙酚F（BPF）曾用來代替雙酚A，這些物質在結構上很類似。雙酚S和雙酚F有類似雙酚A的效果，和其他物質作用的情形也類似，也會有干擾內分泌的類似風險 。這引發了對於化學產業的批評，呼籲要整體性的處理雙酚類物質，不要個別處理。加拿大環境及氣候變化部（ECCC）和加拿大衛生部（HC）在2021年討論，目標是要將343種已知的雙酚類似物及功能替代品進行分類。
聚醚碸（PES）塑膠不含BPA，只是仍含有雙酚S（BPS）。在2016年曾針對許多不同的嬰兒奶瓶進行評估，其中有4個奶瓶的評估結果是「高度關注」，14個奶瓶的評估結果是「需關注」，只有6個是「沒有疑慮」。這6個嬰兒奶瓶包括兩個聚醯胺（PA）的，兩個聚醚碸（PES）的，一個不鏽鋼的，剩下一個則是聚碳酸酯的，這次評估的奶瓶中有17個是聚碳酸酯的，只有一個的結果是「沒有疑慮」。
邻苯二甲酸酯是聚氯乙烯（PVC）中會有的成份，也是另一個有健康疑慮的物質。因為邻苯二甲酸酯用得非常普遍，稱為是「到處都有的化學物質」。邻苯二甲酸酯讓塑膠更有可塑性（塑化劑），曾用在兒童安撫奶嘴以及嬰兒奶瓶的奶嘴上。歐盟已禁止用含有邻苯二甲酸酯的塑膠來製作嬰兒奶瓶的奶嘴。美國的美國消費品安全委員會（CPSC）等組織一再呼籲停用邻苯二甲酸酯。在2008年的美國消費品安全改進法案中已限制此物質來製作兒童玩具或是其他兒童用品。標示#3的塑膠可能會釋放邻苯二甲酸酯。
乳膠橡膠的奶嘴可能會含有邻苯二甲酸酯, 因此會建議使用矽膠的奶嘴。在嬰兒奶瓶的包裝可能會標示「BPA-free」或是「phthalate-free」。
塑膠會隨著時間而降解，目前專家擔心特定種類的塑膠奶瓶，可能會釋放塑膠的小顆粒（微塑膠）到奶瓶中的液體中。2020年有研究者指出，聚丙烯（PP）材質會讓嬰兒暴露在微塑膠中，比較48個地區的奶瓶，依照現代的牛奶準備程序，每人每天會接觸到14,600至4,550,000個顆粒。若是溫的液體，會讓塑膠釋放較多的微塑膠，其他聚丙烯產品（如午餐盒）也有類似情形。
2022年時進行了第一個檢驗人的血液內是否有微塑膠的研究，在22個健康成年人的血液樣品中，有17個有微塑膠（約80%）。
醫學專家建議，為了減少微塑膠的暴露，在泡牛奶時不要搖晃塑膠奶瓶，也不要將塑膠奶瓶置於高溫下。有些專家則建議使用其他材質（玻璃、矽氧樹脂或不鏽鋼）的嬰兒奶瓶。

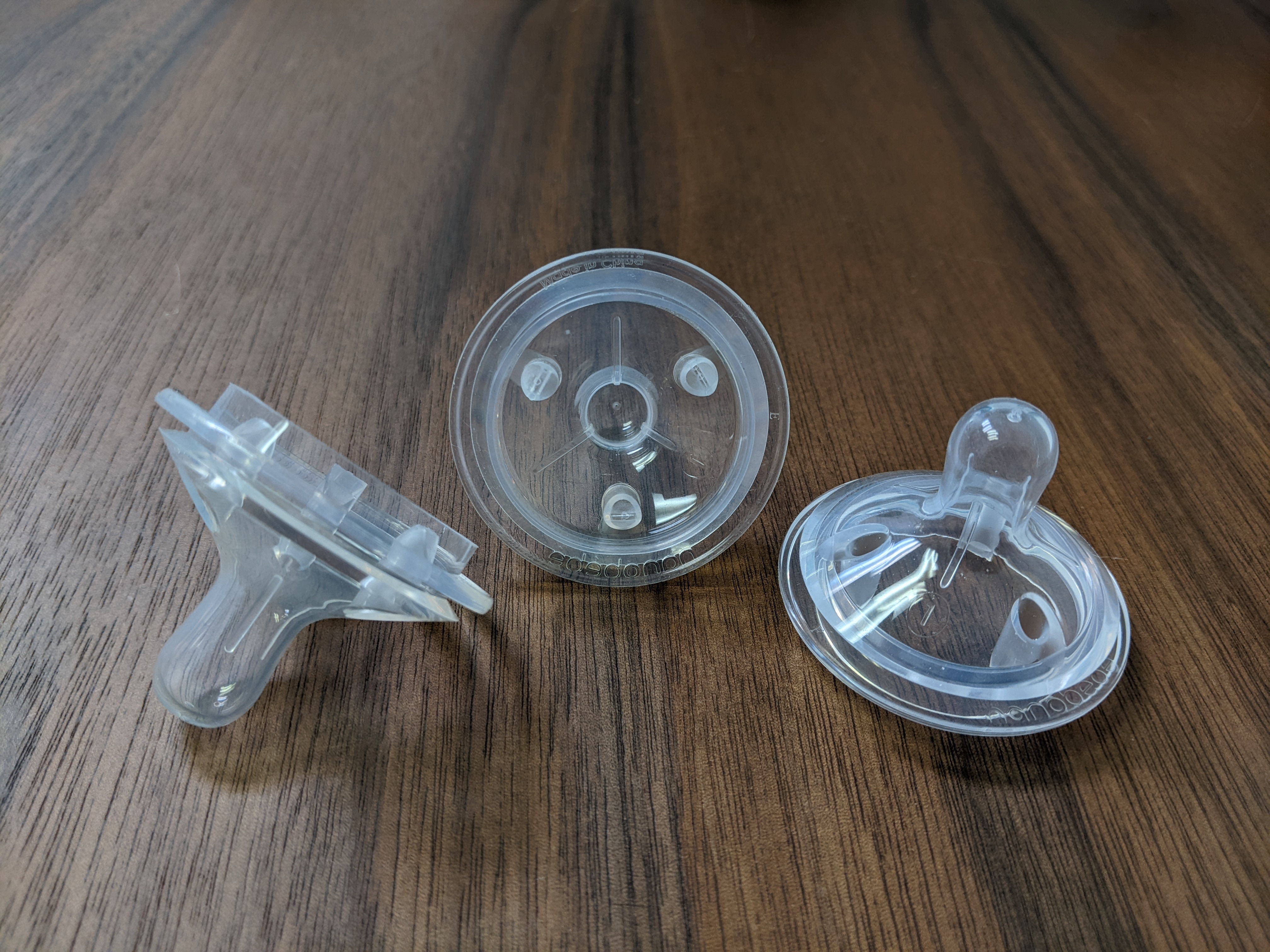
用透明矽氧樹脂作的奶瓶奶嘴

奶瓶奶嘴的材質一般會是矽氧樹脂或是乳膠橡膠。用來製作奶嘴的矽氧樹脂是透明的，結實耐用，而且比乳膠橡膠略硬一點。天然乳膠橡膠的奶嘴有彈性、耐磨、質地較軟。乳膠會吸收異味，矽氧樹脂不會。乳膠暴露在日光下可能會破裂。有些人可能會對乳膠過敏。

### 尺寸
嬰兒奶瓶有標準尺寸，多半是120 ml及240 ml。較小的奶瓶比較輕，比較好拿，多半會用來年齡較小或體重較輕的嬰兒。有些人擔心較大的奶瓶容易餵給嬰兒太多的奶水，因為照顧者多半會鼓勵嬰兒在每次餵奶時可以喝完奶瓶裡的奶水。
相較於一般的杯子，嬰兒奶瓶的長寬比較大，因為需要確保在以正確角度傾斜時，可以從奶嘴喝到奶水，不然，嬰兒在用奶瓶喝奶時可能會喝到空氣。不過，若奶瓶太高的話，又很容易倒，有非對稱外形的奶瓶，確保在特定方向拿著時，可以從奶嘴喝到奶水。

### 外形
嬰兒奶瓶的外形會考量到容易使用以及容易清理。有些設計者會提出自然式設計可以讓嬰兒可以比較順利的在母親親餵以及奶瓶餵養之間轉換。也有發明其他的奶瓶，有其特殊的外形可能是為了加速母乳的加溫及冷卻、節省時間、減少細菌繁殖，或是減少奶水暴露在可能會破壞其養份的溫度範圍內。
防脹氣（Anti-colic）奶瓶的推出目的是為了減少餵奶時的脹氣以及不適。奶瓶設計會設法減少嬰兒喝奶時會吸入的空氣，有些奶瓶會設法減少奶瓶中空氣混進奶水中的量。不過，也需要避免在嬰兒喝奶時，因為奶被吸出而讓奶瓶內出現真空，這會讓餵奶變困難。奶瓶設計時會靠奶瓶的外形或是整合不同型式的通氣孔。

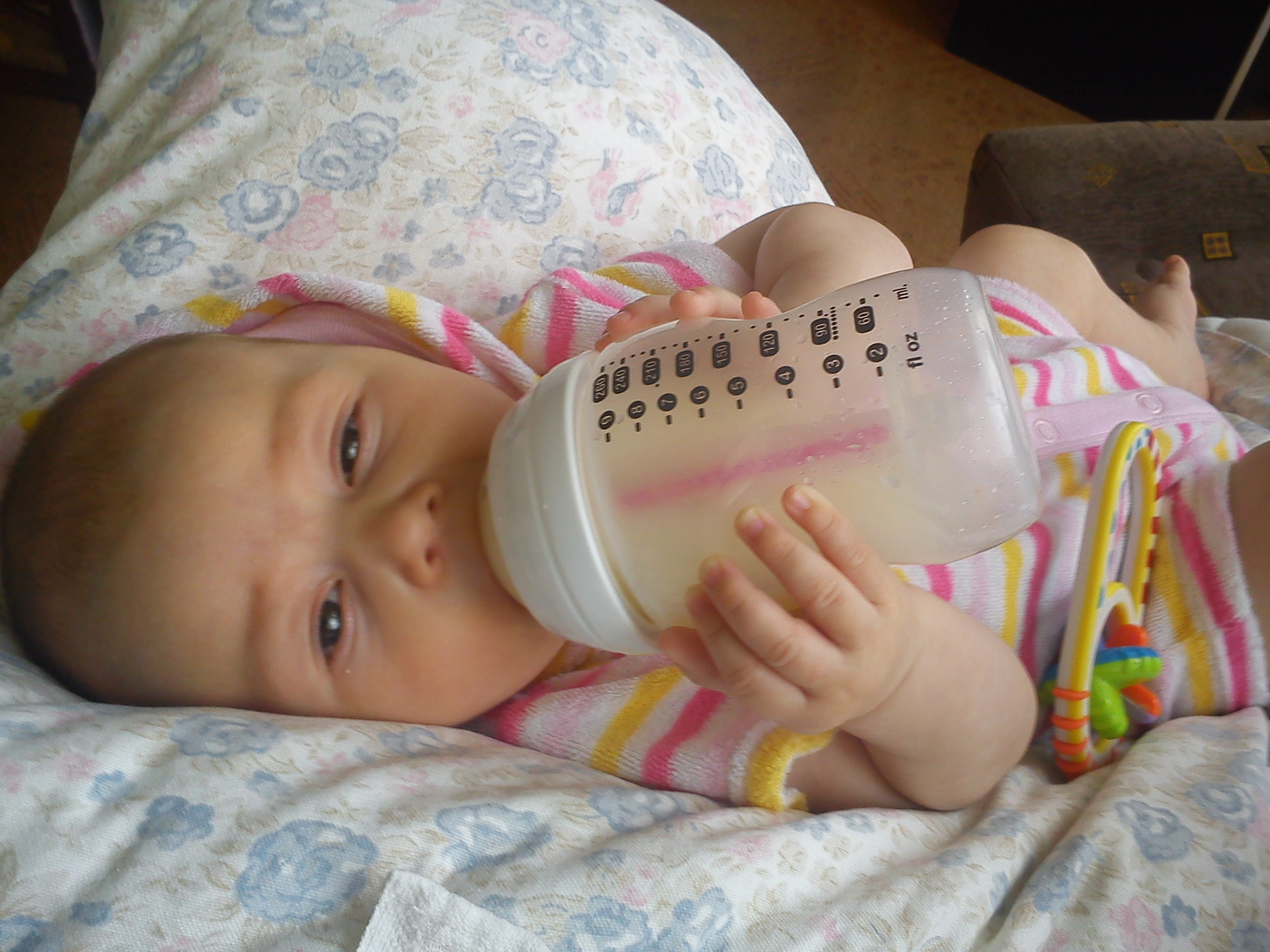
有通氣孔的奶瓶有時也會稱為防脹氣奶瓶

2012年有研究比較兩款有防脹氣功能，有通氣孔的奶瓶，透過隨機化分組，發現在嬰兒成長上沒有差異。A奶瓶有防真空設計，家長評比為比較容易組裝及清潔。使用A奶瓶的嬰兒比較不會忙亂，但在哭鬧、脹氣或是耳部感染的比例上，和另一款奶瓶相當。
有關母乳儲存以及處理的健康建議，一般會著重在避免危險細菌的繁殖，不過有些研究也會針對其養份。有實驗研究指出，奶水中維生素A以及維生素E的降解和奶水中形成的泡泡有關。其中研究了六個公司的七款奶瓶。若奶瓶有設計減少空氣和奶水的混合，比較不會有營養素降解的情形。

### 奶嘴流速
奶嘴特性也會影響嬰兒吸奶的模式以及奶水的攝取。奶水流速定義為「在用奶瓶餵奶時，奶水離開奶嘴，進入嬰兒口中的速度」。像是奶嘴形狀以及其穿孔方式會影響流速以及喝奶時吸吮、吞嚥以及呼吸上的協調。
不過，有關奶嘴表示流速的分類沒有標準化，也不一致，在不同廠家、不同品牌之間會有很大的差異。在一個研究中，標示「慢流速」或是「三個月以下新生兒」的奶嘴，流速從1.68 mL/min到15.12 mL/min之間。「奶嘴各種類的名稱無法在父母選擇奶嘴時提供清楚的資訊。」。若是唇腭裂的嬰兒，會有特製的奶瓶。

### 相關物品以及配件
嬰兒奶瓶可能會設計成可以直接接吸乳器，形成完整的「給奶系統」，讓各物品可以充份再利用。有些嬰兒奶瓶可能會包括吸管杯蓋，可以在小孩較大時將奶瓶轉換為吸管杯，是適合學步兒使用的杯子，介於嬰兒奶瓶以及開口杯子之間的器具。
嬰兒奶瓶的配件也可能包括奶瓶刷、消毒器以及奶瓶風乾架。奶瓶刷可能是特別針對某廠牌奶瓶及奶嘴所設計。消毒器會用許多不同的消毒方式，例如紫外線、沸水及熱蒸氣等。

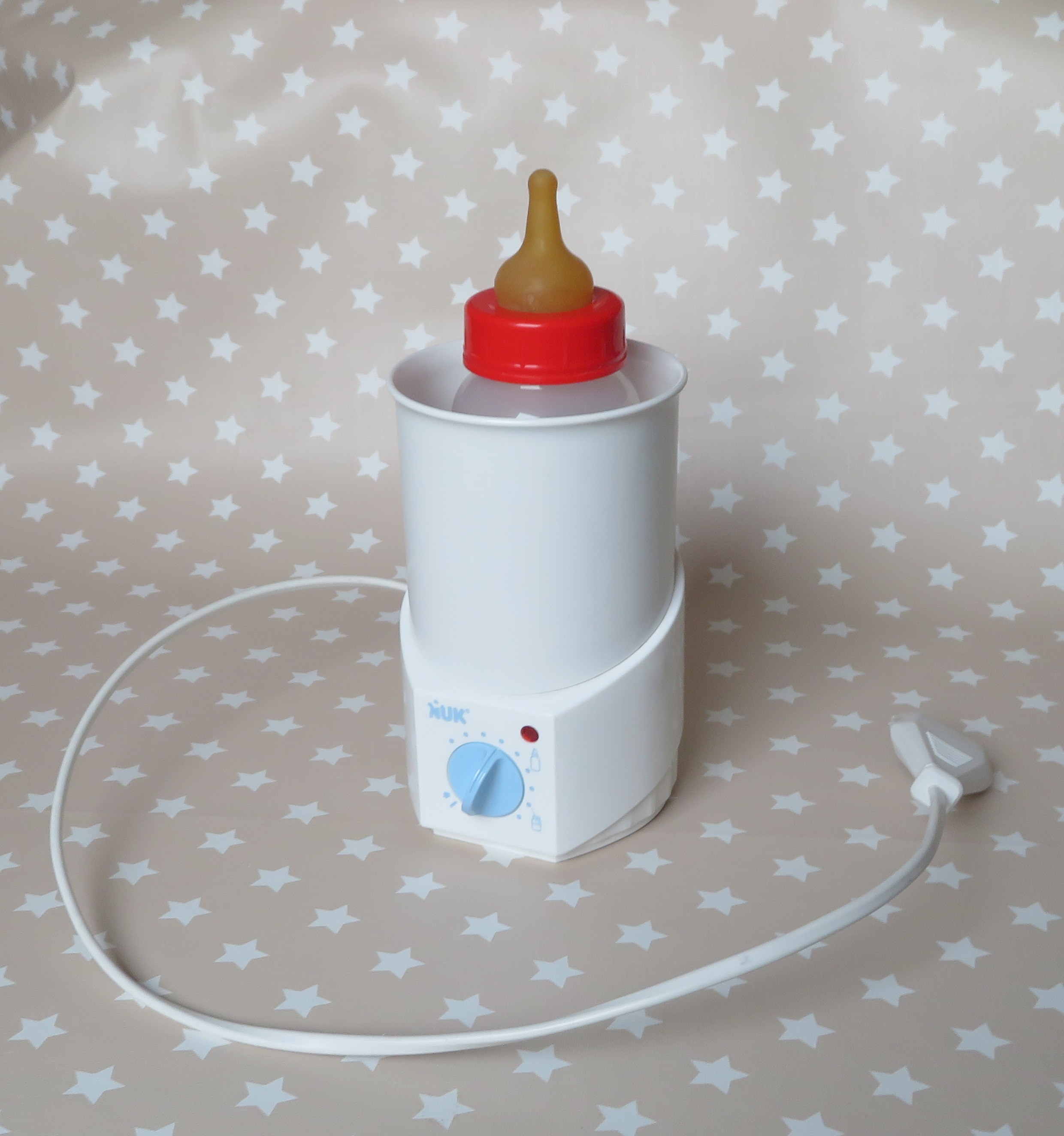
有溫控開關的奶瓶加熱器

奶瓶加熱器可以加熱之前泡好，冷凍的配方奶。也有配合特定廠商奶瓶的冷卻器，可以讓配方奶維持在低溫。有特別設計的奶粉分裝盒，每一格的奶粉是已經量好固定的量，在泡牛奶時只要加入一個奶粉以及對應比例的熱水即可，適用於帶嬰兒外出時用。

## 使用

### 清潔和殺菌
殺菌（Sterilization）是避免細菌繁殖造成疾病的標準作法。澳洲政府以及英國國民保健署的指引都建議對嬰兒奶瓶以及其他相關設備進行殺菌處理，可以用配合冷水的殺菌溶液（例如米爾頓消毒液），或是用高溫蒸氣殺菌，或是煮沸。很重要的是奶瓶的各部份都要清潔並且殺菌，包括奶瓶、奶嘴以及奶嘴環。
美国疾病控制与预防中心提出用肥皂以及水清潔奶瓶就已足夠了，可用洗碗機清洗，也可以直接清洗，上述建議是建立在供水乾淨，並且消毒標準很高的假設以下。有些州（例如伊利諾州）仍建議除了清洗之外，也需要進行殺菌。加拿大的艾伯塔省建議在嬰兒四個月之前，其奶瓶都要殺菌。
而像大腸桿菌之類的細菌，可以在奶瓶內部形成生物薄膜，在其中存活。一般的清洗無法去除生物薄膜。就算在已開發國家，仍然有污染的問題。2009年時，英國研究者發現在嬰兒奶瓶中，有4%受到金黃色葡萄球菌的污染，這些嬰兒奶瓶是家長已經清洗消毒，準備好要泡牛奶的。
在資源較不足的地方，暴露在危險呼吸道感染原或是腸道感染原下的風險也比較高。有一個針對巴基斯坦拉瓦尔品第住院兒童的研究，發現在照顧者認為已清潔乾淨的奶瓶中，有52.1%已經被細菌污染。就算照顧者已依照建議的多項奶瓶清潔及殺毒流程進行，仍有此情形。最常見的錯誤是煮沸奶瓶的時間少於世界衛生組織所建議的最小時間。
有關南韓製作配方奶粉的研究指出，相當程度的細菌污染是透過處理奶粉匙或是其他用具所傳播。一般在碰過泡配方奶粉的奶粉匙後，若奶粉匙只碰到奶粉，會繼續放在奶粉罐內。而可能致命的阪崎腸桿菌、腸道沙門氏菌及金黃色葡萄球菌，可以在已污染的奶粉罐中存活數週。
重要的是要瞭解人們會如何詮釋並實施建議：在一個研究中，人們把奶瓶放在之前已煮沸的水中，他們認為這樣就已為奶瓶煮沸殺菌了。研究者強調醫療衛生提供者對於照顧者需提供較好的教育，也需要考慮在實際情形下適合使用的清潔奶瓶方式。
例如，在秘魯，像是使用奶瓶刷以及清潔劑的作法，比奶瓶煮沸殺菌的方式要容易實行，推行此作法會比較合適。世界衛生組織（此一組織強烈建議使用母乳餵養）有指出若需要用奶瓶餵養，需要針對如何使用奶瓶作更完善的教育。

### 適齡使用
奶嘴一般會以流速來分類，早產兒或是吃奶有困難的嬰孩會建議使用流速最慢的奶嘴。不過奶嘴的流速分類沒有標準化，各廠牌之間可能會有相當的差異。
英國國民保健署建議六個月時開始使用吸管杯，一歲時就要停止使用奶瓶。美國兒科學會（AAP）建議一歲時開始使用吸管杯，18個月時停用奶瓶。大部份的公衛組織都不建議在二歲後仍使用嬰兒奶瓶，因為長期使用可能會造成低齡兒童齲齒（ECC）。在考慮延長母乳喂养要維持多久時，低齡兒童齲齒也是考慮因素之一。

## 規定
許多國家對嬰兒奶粉有嚴格的規定，對嬰兒奶瓶的規定則有所有不同。有些國家只針對奶瓶以及奶嘴的材質進行特別的規定（例如英國標準BS 7368:1990 "Specification for babies' elastomeric feeding bottle teats"）。
美国食品药品监督管理局（FDA）也是管制奶嘴以及奶瓶的材質。
FDA在1985年限制奶嘴中所釋放亚硝胺（其中有些是致癌物質）的允許濃度。在美國、新加坡、德國、英國、日本以及南韓都可進行奶嘴的測試，目前測試到大部份的橡膠奶嘴的亚硝胺都在建議標準內。
另一種受管制的化學物質是雙酚A（BPA），在1991年時發現其為內分泌干擾物。後續對於雙酚A可能影響的研究，而且研究時的含量遠低於美國政府所訂的BPA安全標準，因此讓大眾開始關注塑膠（包括塑膠奶瓶）對人體健康的影響。《消费者报告》在1999年的研究表示，有些聚碳酸酯嬰兒奶瓶會釋出BPA的量已超過安全限度。
後續許多的研究也支持上述有關BPA的疑慮
（有關BPA影響的研究有相關的爭議，也受到許多質疑，因為企業贊助，以及政府顧問以及BPA製造商關係太過緊密而有的利益衝突，問題後來導向這些因素導致的研究偏差）。後來已提議改變內分泌干擾化學物質的測試範例。
研究以及公眾壓力的結果是在嬰兒奶瓶以及兒童使用的杯子裡禁用雙酚A。沃尔玛在2008年宣佈停售含有BPA的嬰兒奶瓶以及食品容器。
到2017年時，至少已在40個國家實施。
加拿大在2008年依照加拿大環境保護法案，將雙酚A分類為「有毒物質」。
歐盟各國在2011年禁止在嬰兒奶瓶中禁用雙酚A。中國、馬來西亞和南韓也在同年禁止。
FDA回應美國化學理事會提出要和工業實務同步的請願書，在2012年7月表示，在嬰兒奶瓶以及兒童吸管杯中不再使用BPA。阿根廷和巴西等國也效法，在嬰兒奶瓶中禁用雙酚A。韓國在2020年1月延伸禁用BPA的範圍，包括所有的嬰兒用品、容器以及包裝。
在印度也有人呼籲要提高有關BPA的規定。

## 爭議
美國兒科學會（AAP）在2014年夏季的政策聲明沒有特別提及奶瓶餵養，但清楚的指出「母乳餵養以及親餵才是餵養嬰兒，提供養份的規範標準」，針對提供嬰兒養份的決定，他們認為「考慮文獻中，有關母乳餵養在醫學以及神經發展上短期以及長期的好處……這是公共衛生議題，不單單只是生活方式的選擇而已」。美國兒科學會的政策是建議在前六個月只用母奶餵養，之後加入補充食品，母奶餵養至少到一歲，「若母親和嬰兒都希望延長的話，也可以延長」。政策聲明的正文引用了文獻，指出除了母奶的重要性外，餵食的方式也有影響，例如「母奶餵養的嬰兒會自我控制攝取量」，而用奶瓶餵養的嬰兒會攝取過多的牛奶或是人奶，「奶瓶喝完的比例提高，自我控制的能力弱，在嬰兒後期的體重會偏高。」，而且早期自我控制的果和成年後的體重有關。
美國兒科學會政策也提到：「母乳哺育禁忌症很少見。」。一些會透過哺乳傳播的病毒性疾病是可以避免的，例如先用取乳器乳，再進行 Holder 巴斯德消毒法。
公眾認為美國兒科學會政策刻意不強調奶瓶餵養以及配方奶餵養，並且表達對此的不滿。為了因應此不滿，已有行動支持因為生理或是其他因素無法哺乳的母親，也引用一些個人觀點，試圖要弱化美國兒科學會政策中的科學論證，蘇珊·巴斯頓（Suzanne Barston）出了《Bottled Up》一書，是有關一個用奶瓶餵養以及配方奶餵養的母親的個人經驗以及觀點。在2024年，几家婴儿奶瓶公司因其奶瓶在加热时释放微塑料而卷入集体诉讼。